# شتاين يورجنسن
شتاين يورجنسن (بالإنجليزية: Stein Jorgensen)‏ هو راكب الكنو أمريكي، ولد في 12 يوليو 1962 في سان دييغو في الولايات المتحدة.

## وصلات خارجية
- شتاين يورجنسن على موقع أوليمبيديا (الإنجليزية)